# La Poison
Pour les articles homonymes, voir Le Poison.
Pour plus de détails, voir Fiche technique et Distribution.
La Poison est un film français réalisé par Sacha Guitry, sorti en 1951.

## Synopsis
Paul Braconnier et sa femme Blandine n'ont qu'une seule idée en tête : trouver le moyen d'assassiner l'autre sans risque. À la suite d'une émission de radio, Paul décide de se rendre à Paris pour rencontrer un célèbre avocat spécialisé dans l'acquittement des assassins. Il fait croire à l'avocat qu'il a tué sa femme. L'avocat interroge Paul pour reconstituer les circonstances du drame. Sans le savoir, il explique, bien malgré lui, la marche à suivre pour que Paul assassine sa femme en mettant de son côté toutes les chances d'éviter la guillotine, et même d'être acquitté.

## Fiche technique
- Titre : La Poison
- Réalisation : Sacha Guitry
- Scénario, adaptation, dialogue : Sacha Guitry
- Production : Paul Wagner, Alain Poiré
- Société de production et distribution : Gaumont
- Directeur de production : Robert Sussfeld
- Musique : Louiguy (éditions Hortensia)
- Photographie : Jean Bachelet
- Opérateur : Gustave Raulet, René Ribaud
- Montage : Raymond Lamy
- Décors : Robert Dumesnil, assisté de Jacques Brizzio
- Ensemblier : Robert Christidès
- Script-girl : Odette Lemarchand. Pendant le générique, Sacha Guitry lui demande la permission de la présenter comme script-lady
- Régisseur : Irénée Leriche, assisté de Hubert Mérial
- Date de tournage : du 10 au 25 septembre 1951
- Lieu de tournage : studios de Neuilly
- Maquillage : René Daudin
- Assistant de réalisation : François Gir
- Son : Fernand Janisse
- Photographe de plateau : Raymond Heil
- Pays de production : France
- Enregistrement sonore : Optiphone Western-Electric
- Tirage : Laboratoire G.T.C (Joinville – Saint-Maurice – Nice)
- Format : noir et blanc – 1,37:1 – Mono – 35mm
- Genre : comédie noire
- Durée : 85 minutes
- Visa d'exploitation : 11869
- Dates de sortie : 
  - France : 30 novembre 1951 (Paris)
- Affiche : Guy-Gérard Noël (France)

## Distribution
- Michel Simon : Paul Louis Victor Braconnier, horticulteur
- Germaine Reuver : Blandine Braconnier, la femme de Paul
- Jean Debucourt : Maître Aubanel, le célèbre avocat
- Louis de Funès : André Chevillard, un habitant de Remonville
- Marcelle Arnold : Germaine Chevillard, la femme d'André
- Georges Bever : M. Gaillard, le pharmacien de Remonville
- Nicolas Amato : Victor Boitevin, un habitant
- Jacques Varennes : le procureur
- Jeanne Fusier-Gir : Mme Tyberghen, la fleuriste
- Pauline Carton : Mme Michaud, la mercière
- Albert Duvaleix : l'abbé Méthivier
- Léon Walther : l'avocat général
- Henry Laverne : le président du tribunal
- Harry Max : Henri, un habitant
- Jacques de Féraudy : M. Jean Brun, un homme défendu par l'avocat
- Jacques Derives : Jules Martinet, un habitant
- Robert Mercier : Fernand Gaudin, un habitant
- Yvonne Hébert : Ernestine Abajoue, une habitante
- Luce Fabiole : Amélie Berthelon, la servante du curé
- Marthe Sarbel : Julie Poitrineau, une habitante
- Max Dejean : Gustave Battendier, l'épicier
- Michel Nastorg : un gendarme
- Louis Eymond : le secrétaire de l'avocat
- André Dalibert : un gendarme
- Marie Fromet : Mlle Aubanel
- Suzanne Dantès : une voix à la radio
- Jacques Morel : une voix à la radio
- Maurice Pierrat : une voix à la radio
- Jean Toscane : le speaker de la radio
- Roger Poirier : Louis Colledepatte
- Henri Belly : Marc, un habitant
- Thérèse Quentin : Thérèse Chignol
- Emile Riandreys : le geôlier
- Bob Ingarao : un habitant qui porte Paul à la sortie du car
- Maurice Teynac : un avocat

Lors du générique apparaissent les techniciens et collaborateurs suivants :
- Sacha Guitry
- Robert Dumesnil
- Raymond Lamy
- Jean Bachelet
- Odette Lemarchand
- Fernand Janisse
- Irénée Leriche
- Gustave Raulet
- Robert Christidès
- Robert Sussfeld
- René Ribaud
- François Gir
- Louiguy
- Lucienne Delyle

## Commentaire
- Si vous ne connaissez pas le sujet, laissez ce bandeau (vous pouvez alors contacter les auteurs).
- Si vous supprimez le contenu mis en cause (vous pouvez préalablement contacter les auteurs),

argumentez précisément cette suppression dans la page de discussion
(un manque de référence n'est pas un argument ; une recherche réelle de référence doit avoir été effectuée, être formellement documentée).
Dans le générique de début, le réalisateur précise à Pauline Carton que le décor de la prison est exact, car il a été réalisé à partir de ses souvenirs. Guitry n'a toujours pas digéré son incarcération de soixante jours après la Libération. Amer, il livre un film noir, intemporel et froid. Paul Braconnier, joué superbement par Michel Simon, applique à la lettre le principe : prêcher le faux pour savoir le vrai. Il y a du Chaplin dans la scène du procès (Le Dictateur et Monsieur Verdoux). Caustique et cynique, Braconnier se défend en retournant les accusations du président du tribunal, arguant que s'il n'avait pas tué sa femme, il ne serait pas là pour répondre de ses actes. Sa femme désirait le supprimer et avait versé, à cet effet, de la mort-aux-rats dans son verre que, par chance pour lui, il n'a pas bu. 
Guitry n'épargne pas non plus les villageois qui viennent en masse soutenir Braconnier. Ils sont tous là pour le remercier, car son crime a donné une couverture médiatique et, par la même occasion, une seconde vie économique au village qui en avait bien besoin. Ils sont plus hypocrites que solidaires. En outre, le cinéaste emploie un montage parallèle pour montrer les enfants qui parodient les adultes. Laissés à la garde de la fleuriste, ils font le procès à leur manière. Et comme la vérité sort de la bouche des enfants, ils miment la condamnation et l'exécution de Braconnier, laquelle n'a pas lieu, puisqu'il est acquitté.
Comme toujours, les critiques ne furent pas enthousiastes pour le film. La plupart se concentraient sur le générique, où l'on voit Guitry faire l'éloge des comédiens et des techniciens. En fait, ce générique annonce le thème du film : l'éloge. Éloge du mensonge, éloge de la prise d'initiative. Et quand bien même il y aurait de la misogynie, elle n'est pas dirigée contre les femmes en général mais uniquement contre l'acariâtre Blandine.
Mais il ne faut pas non plus négliger l'aspect critique du film. Critique économique tout d'abord. Le village de Remonville est en crise économique, les commerces ne se portent pas très bien. Nombreux sont ceux qui souhaitent un événement qui apporterait une couverture médiatique, et par conséquent des visiteurs qui feraient tourner le commerce plutôt moribond. Pour cela, certains vont voir le prêtre pour lui suggérer de faire croire à un miracle. Ce que celui-ci refuse. Critique sociale ensuite. La couverture médiatique entraîne un afflux de curieux voulant voir la maison du crime. Le cinéaste égratigne à la fois les curieux, les commerçants fanatiques, qui ont planté le couteau dans un pain, accompagné d'une interdiction de toucher, et les policiers, qui n'ont pas conservé l'arme du crime et mis la maison sous scellés. Critique sociologique également car l'avocat Aubanel, tout à la joie de son centième acquittement, se livre à une apologie de son style et de ses convictions, soutenant des thèses parfois effrayantes sur les criminels. Enfin, critique des médias qui, tels des rapaces, vont de fait divers en fait divers, tous plus morbides les uns que les autres. Ils font à l'avocat Aubanel une publicité qui aura pour lui de fâcheuses conséquences, et se précipitent au village, une fois le crime connu.

## Autour du film
- Les intérieurs ont été filmés du 10 au 25 septembre 1951 aux studios de Neuilly. Tous les extérieurs ont été tournés à Marnes-la-Coquette.
- Michel Simon, dans un entretien accordé aux Cahiers du cinéma, évoque le film. Il y explique que Sacha Guitry lui a demandé ce qu'il aimerait. Simon lui répondit qu'il détestait plus que tout autre chose refaire deux fois la même prise ; seule la première est la bonne car après il se répète. Guitry a alors averti toute son équipe qu'une seule et unique prise pour chaque scène serait réalisée. La mise en scène ne nécessita que onze jours.
- Sacha Guitry apparaît dans le générique de son film et, durant cinq minutes, fait l'éloge de ses acteurs et de ses techniciens.

## Postérité
En 2001, le film a fait l'objet d'un remake de Jean Becker intitulé Un crime au Paradis  avec Jacques Villeret, Josiane Balasko et André Dussollier.